# Émines
Émines (en wallon Émene) est une section de la commune belge de La Bruyère située en Région wallonne dans la province de Namur.
C'était une commune à part entière avant la fusion des communes de 1977.

## Étymologie
1209 Hesmeines, 1211 Esmines :
- Lieu aux prairies (germanique *imn-ina)[1];
- Propriétés de (suffixe -inas) Emmo, anthroponyme germanique[2].

## Évolution démographique
- Source: DGS, 1831 à 1970=recensements population, 1976= habitants au 31 décembre

## Histoire
- Emines fut l'une des communes où eut lieu un vol pour lequel la bande Noire fut notamment jugée en 1862.
- Émines fusionna sous le régime français avec les localités de Chenoy, Hulplanche, Saint-Martin Huglise et Seumois.
- Fin du XIXe siècle, un fort fut érigé au sud de l'entité, faisant partie de la ceinture de forts de Namur.

## Patrimoine et culture

### Patrimoine architectural
- Eglise Saint-Lambert, édifice de style néo-roman construit en 1871 à 1874[3].
- Château et ferme Ladmirant située non loin de l'église[4].
- Ferme de la Tour, route de Rhisnes, située à proximité de l'église et du château. Citée au XIVe siècle comme fief appartenant à Gertrude de Seron[4].
- Ferme du Hazoir, route de Meux. Reconstruite aux XIXe et XXe siècles[5].
- Ferme d'Hulplanche, route de Rhisnes. Autrefois dit d'Huy-le-Planche. Mentionné entre 1601 et 1612 comme propriété de Nicolas de Ponty. La seigneurie hautaine fut vendue en 1665 par le Domaine à Guillaume de la Rue dans la famille jusqu'en 1768, date où elle passa par testament à Charles-Frédéric de Naybonne. Le bien fut cessé en 1783 par la fille de celui-ci, Marie-Adrienne de Montpellier, à Philippe Théodore d'Otreppe de Bouvette[5].
- Ferme du Chenoy. Cité au début du XVIIe siècle, arrière fief de la seigneurie de Saint-Martin[6].
- Ferme de Saint-Martin, dite autrefois Saint-Martin-Huglise. Ancien siège d'une seigneurie hautaine engagée par Paul de Berlo en 1642, dans la famille duquel elle resta jusqu'à la fin de l'Ancien Régime[6].
- Ferme de Seumoy, datant des XVIIIe XIXe et XXe siècles[7].